# Gerbillus cosensi
Gerbillus cosensi (Dollman, 1914) è un roditore della famiglia dei Muridi endemico del Kenya.

## Descrizione

### Dimensioni
Roditore di piccole dimensioni, con la lunghezza della testa e del corpo tra 90 e 135 mm, la lunghezza della coda tra 100 e 143 mm, la lunghezza del piede tra 25 e 30 mm, la lunghezza delle orecchie tra 13 e 20 mm e un peso fino a 34 g.

### Aspetto
Le parti dorsali sono bruno sabbia, la base dei peli è grigia, i fianchi sono più chiari, mentre le parti ventrali, gli arti, le guance, il mento e la gola sono bianchi. Sono presenti una macchia bianca sopra ogni occhio ed una alla base posteriore di ogni orecchio. La coda è più lunga della testa e del corpo, è color sabbia sopra, bianca sotto e con un ciuffo di lunghi peli neri e bianchi all'estremità. 

## Biologia

### Comportamento
È una specie terricola.

## Distribuzione e habitat
Questa specie è conosciuta soltanto in cinque località del Kenya nord-occidentale.
Vive in zone semi-aride secche. Scava tane nella sabbia con la quale chiude successivamente le entrate.

## Conservazione
La IUCN considera questa specie sinonimo di G.agag.